# Adderley Street
Adderley Street est une rue centrale et historique de la ville du Cap en Afrique du Sud. C'est la principale artère du centre des affaires.

Adderley Street.

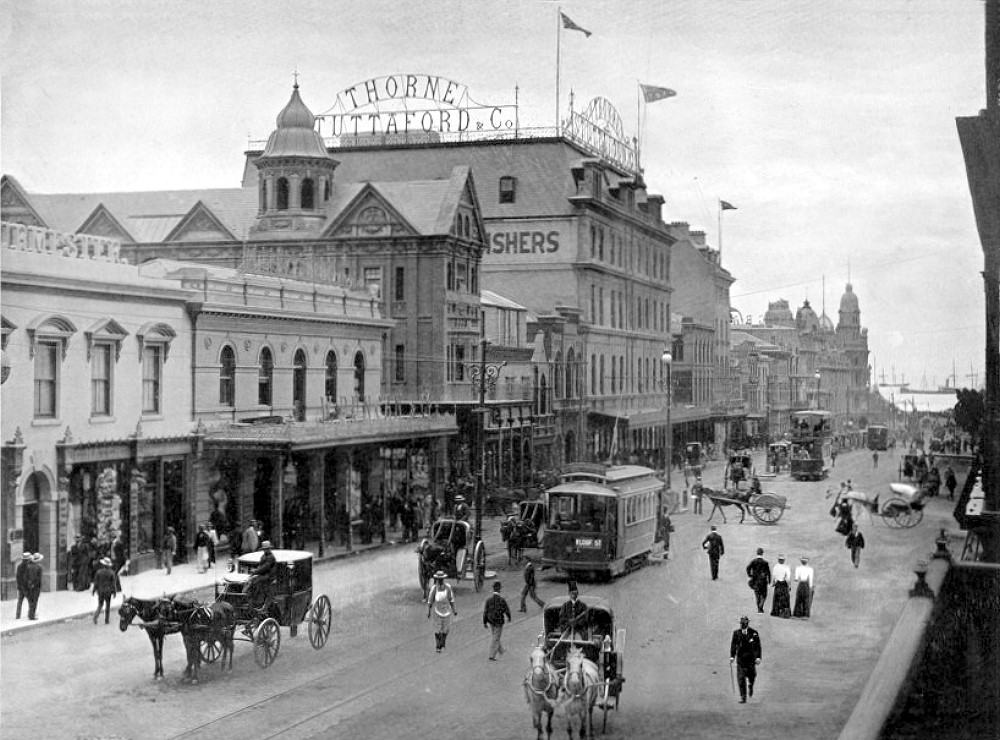
Adderley Street (axe nord-est) vers 1897.

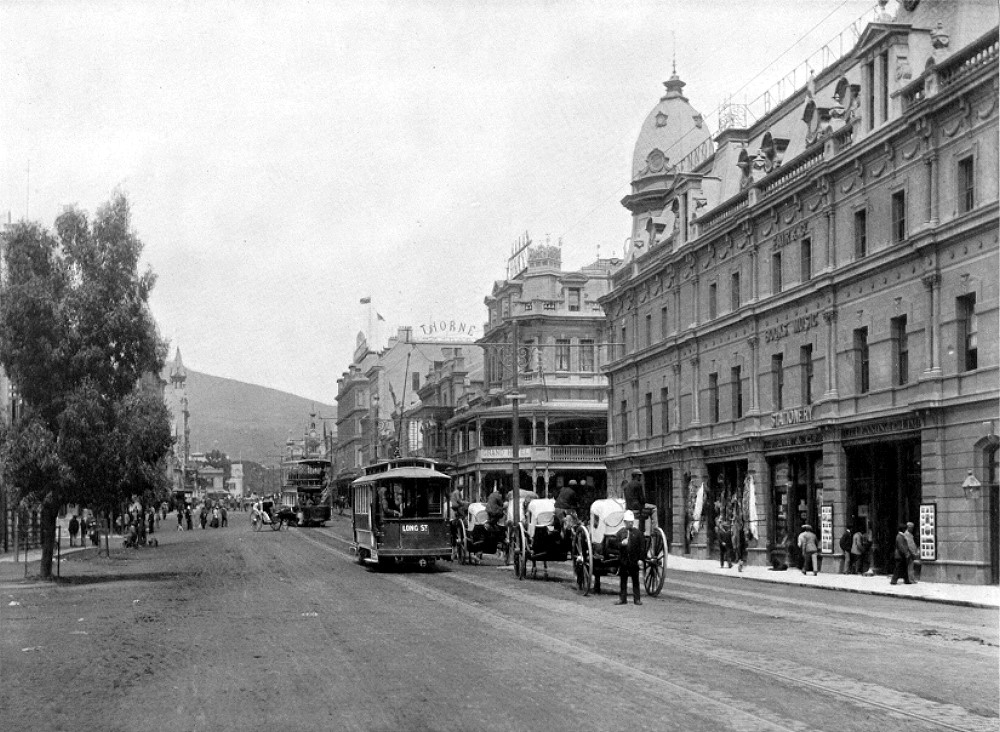
Adderley Street (axe sud-ouest) vers 1897.

À l'origine appelée Heerengracht, elle fut rebaptisée en partie par le maire du Cap Hercules Jarvis (en), en 1850, afin de rendre hommage au député britannique Charles Bowyer Adderley (1814-1905), qui s'était opposé avec succès au projet du gouvernement britannique de faire du Cap une nouvelle colonie pénitentiaire.